# سیارک ۱۲۳۵۴
سیارک ۱۲۳۵۴ (به انگلیسی: 12354 Hemmerechts، نامگذاری:1993QD3) دوازده هزار و سیصد و پنجاه و چهارمین سیارک کشف شده‌است که در ۱۸ اوت ۱۹۹۳ کشف شد.
قدر مطلق سیارک برابر ۲۸.۲ است.